# Valdeolmillos
Valdeolmillos es un municipio y localidad española de la comarca de el Cerrato en la provincia de Palencia, comunidad autónoma de Castilla y León. Se encuentra a 11 km de la capital de provincia, Palencia. En 2017 contaba con una población de 64 habitantes.

## Toponimia

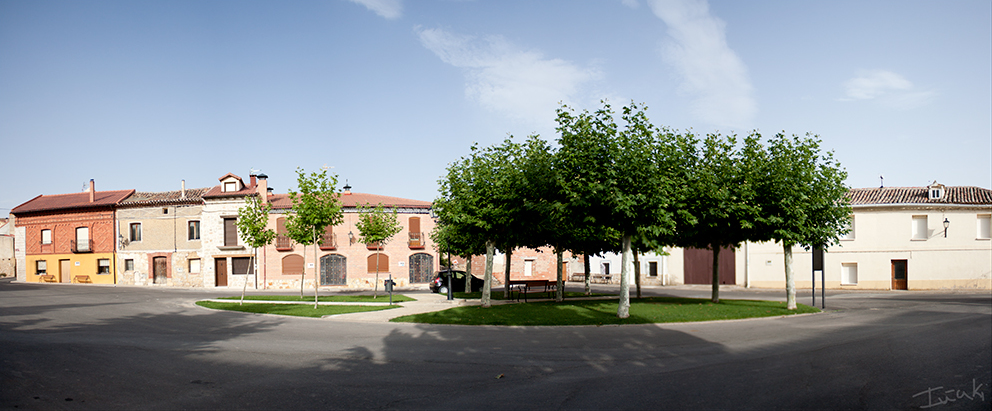
Plaza del pueblo

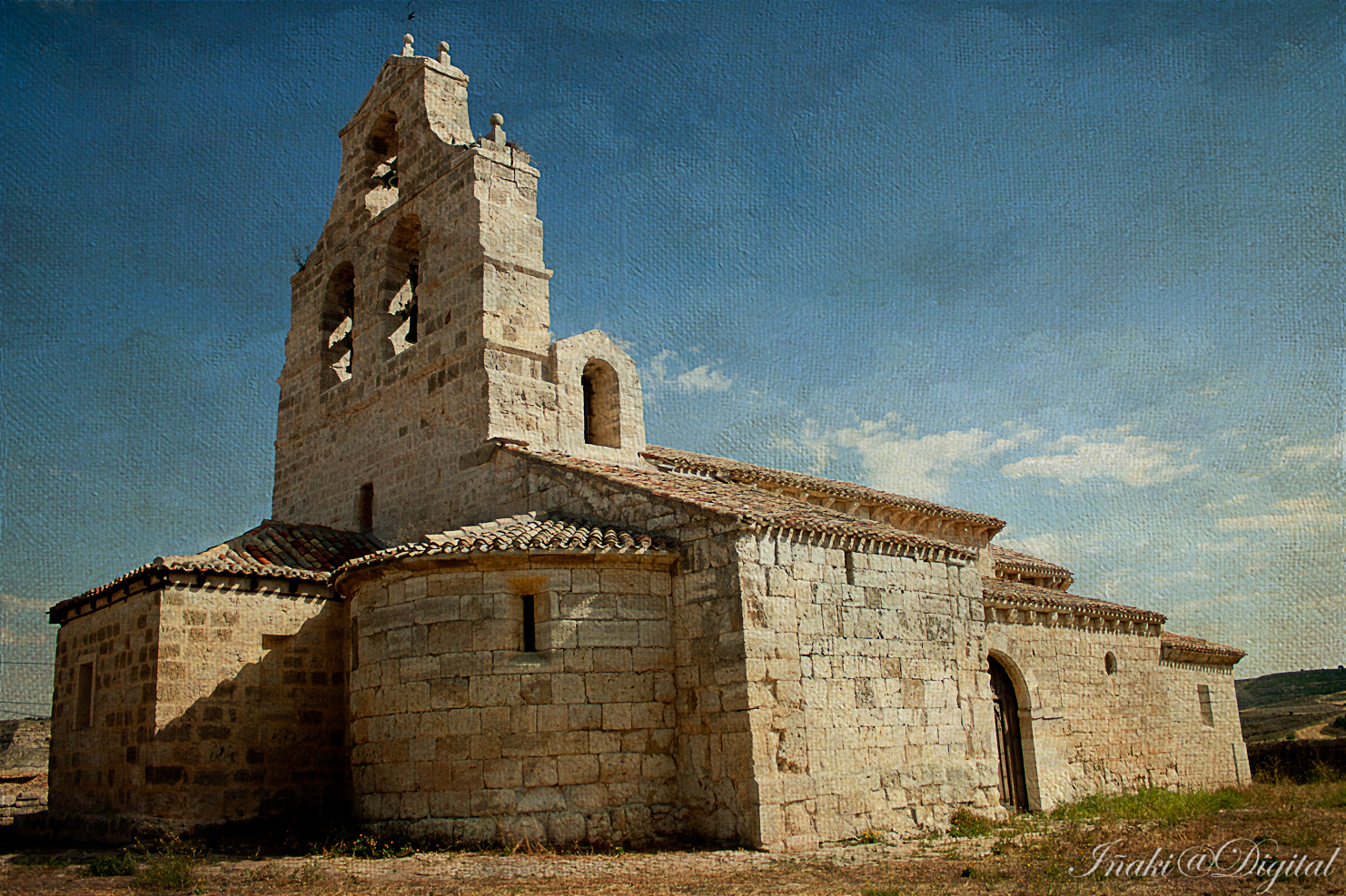
Iglesia

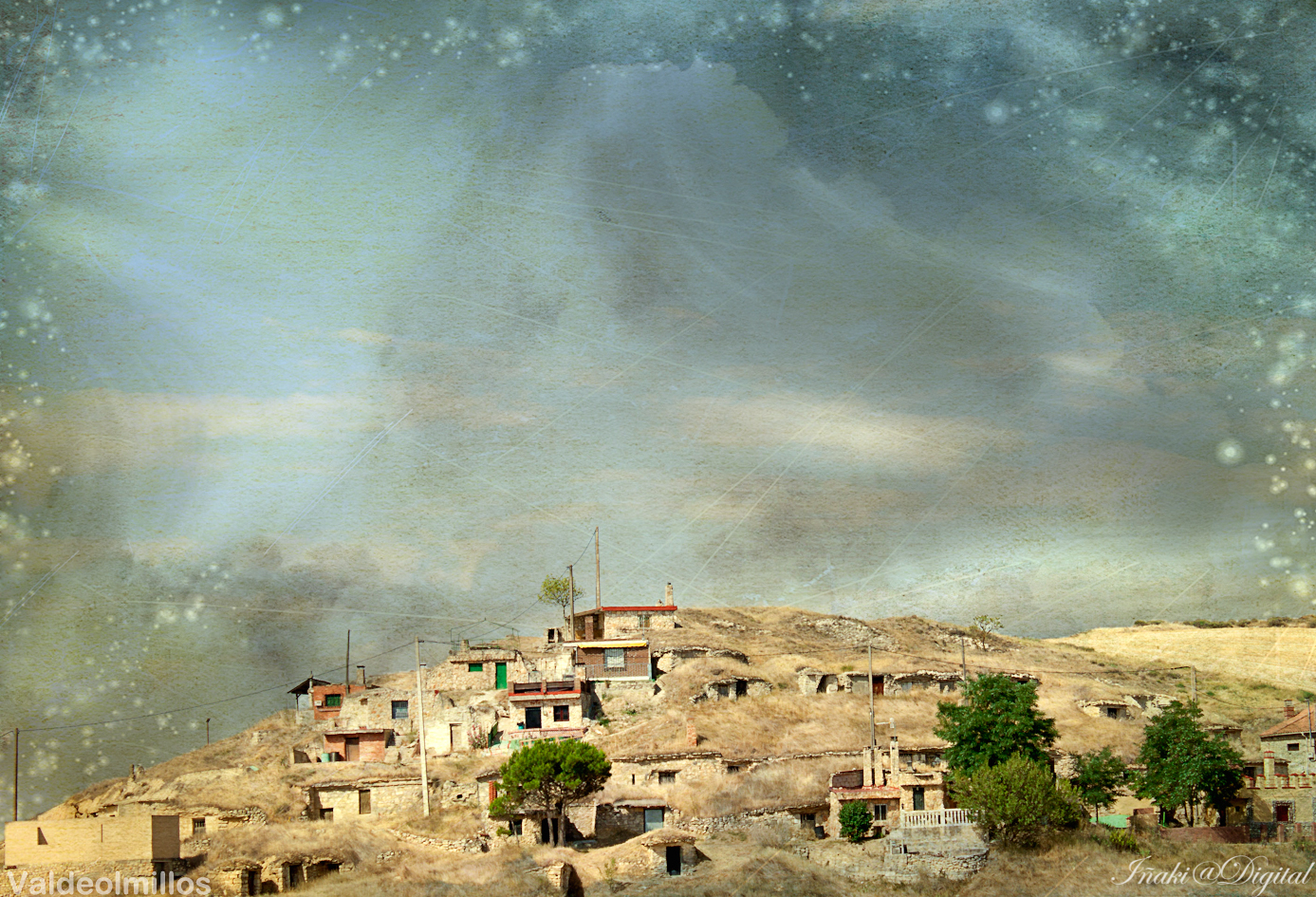
Bodegas Castellanas

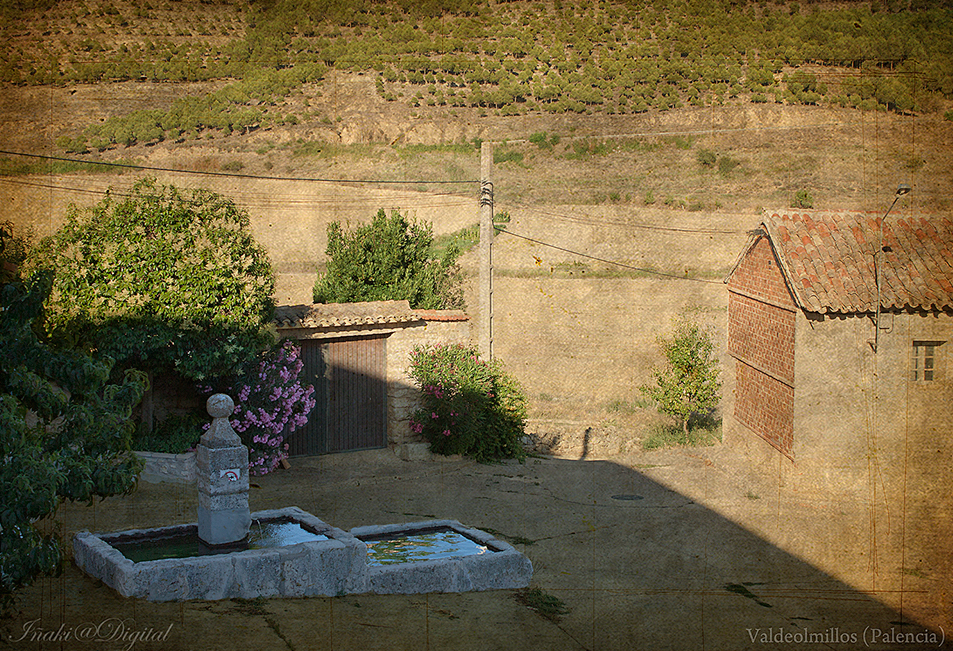
La Fuente de los Caños

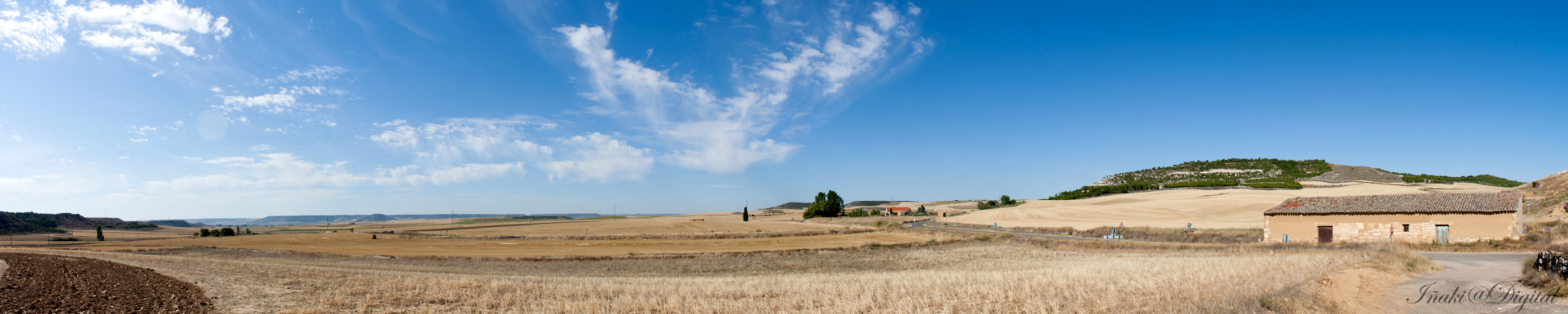
Vista al horizonte

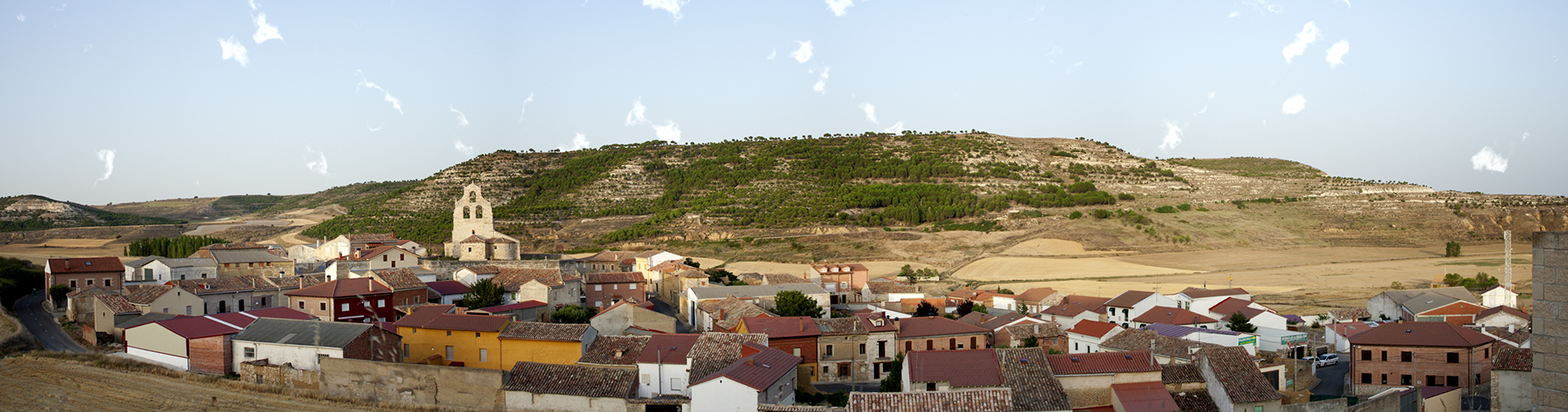
VALDEOLMILLOS PANO

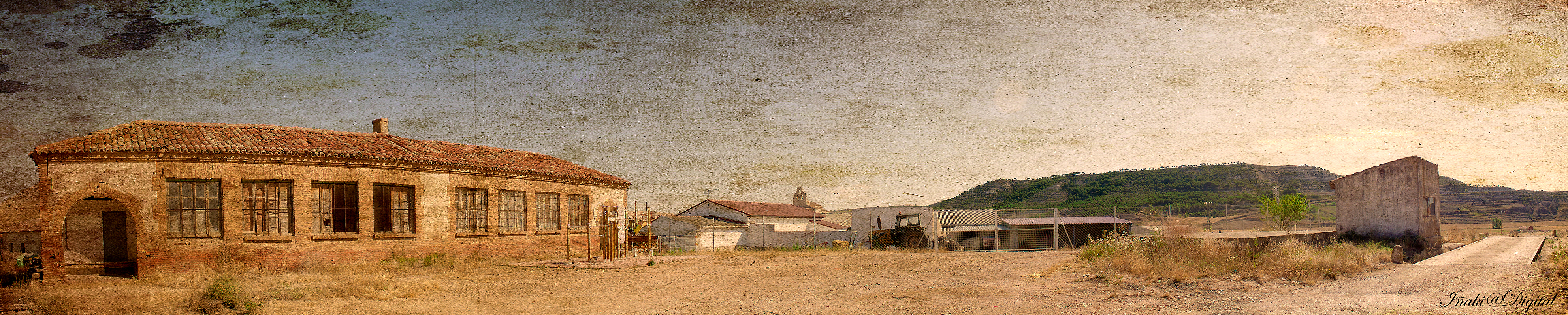
Escuelas municipales

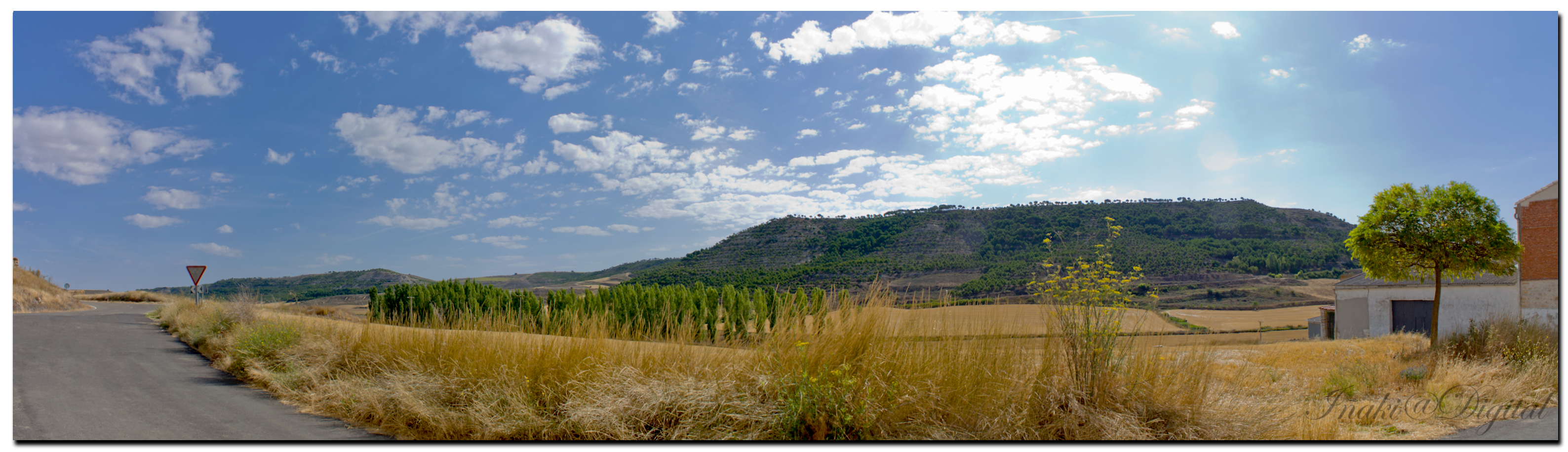
Una de las entradas al pueblo

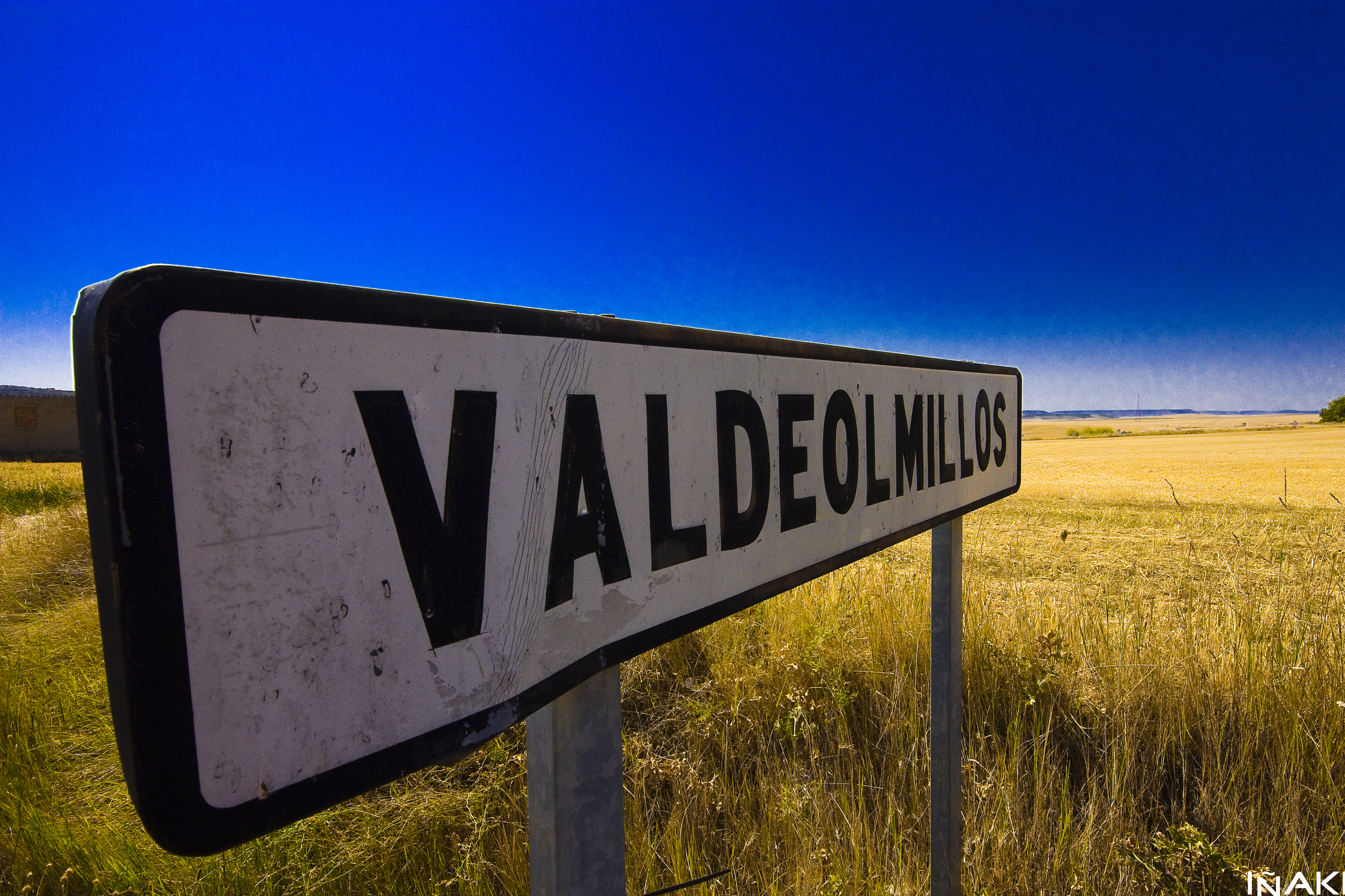
Indicador

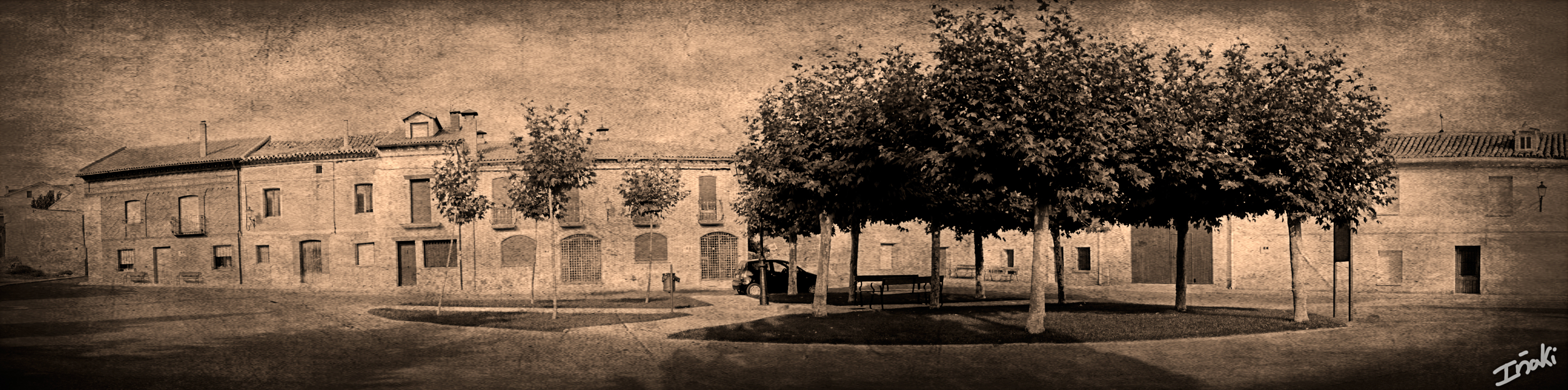
Parte de la plaza

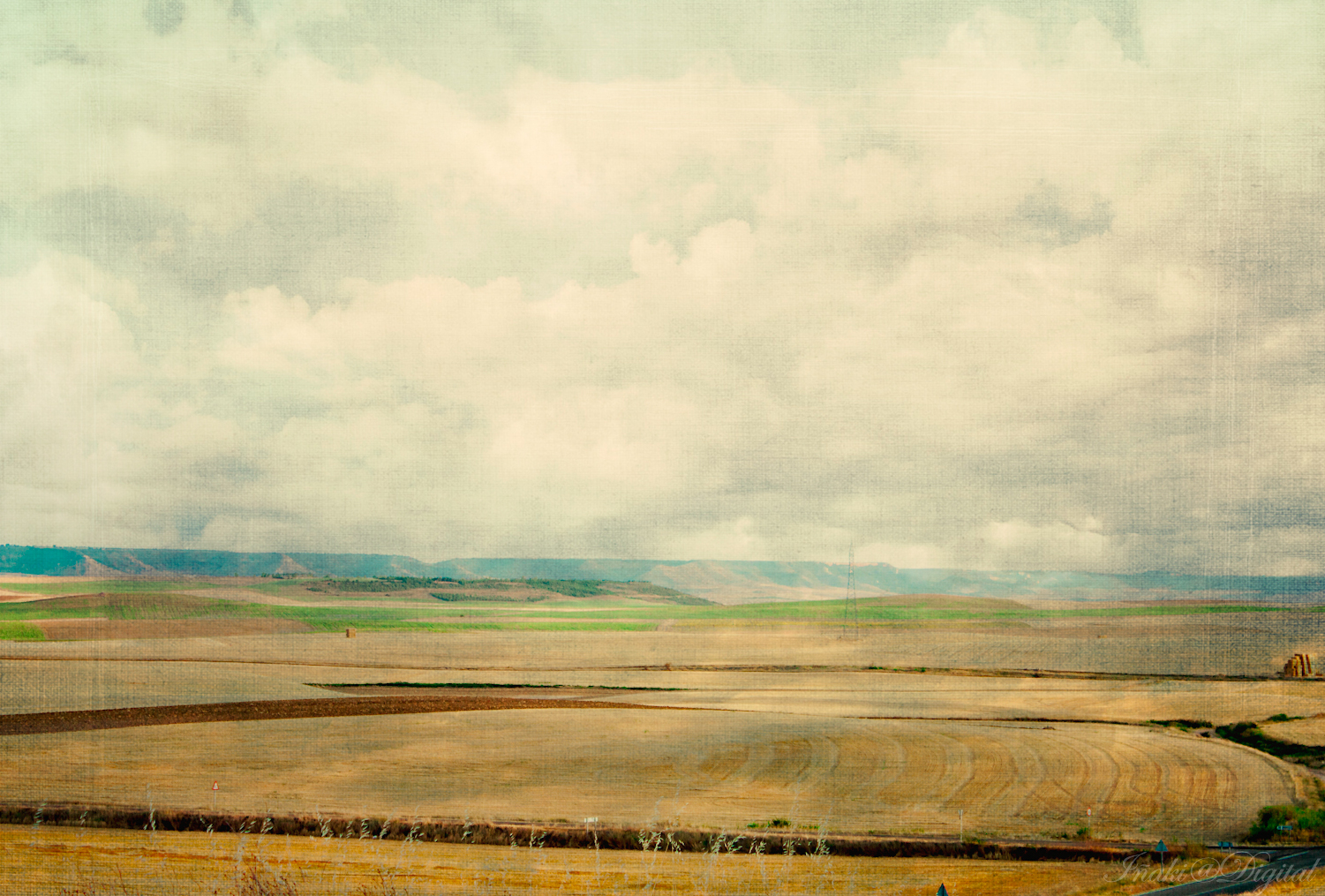
Campo de Valdeolmillos

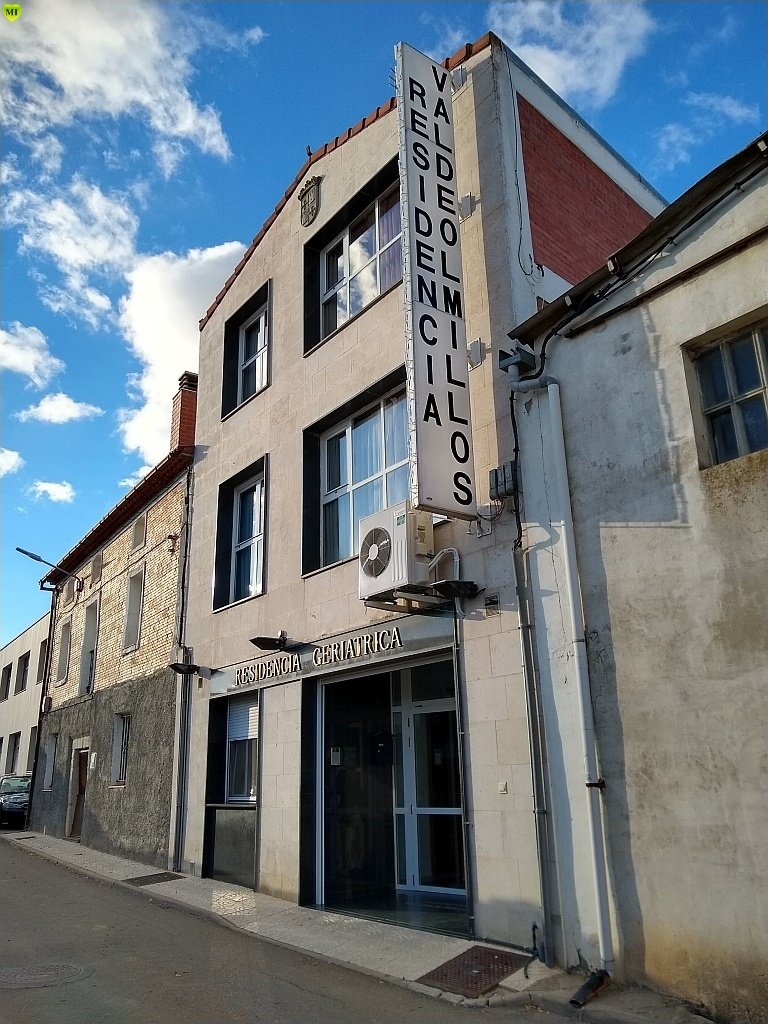
Residencia de la Tercera Edad

La etimología de Valdeolmillos proviene del sustantivo latino Vallis-is más ulmus, ‘olmo’, con el diminutivo ‘-illos’ por lo que vendría a significar «el lugar de los pequeños olmos».

## Geografía
Se trata de un núcleo situado en un umbral terciario sobre el valle del arroyo Mayor. En una zona de transición entre las campiñas onduladas (con tesos y motas) y las laderas de páramo al este y al norte. En las proximidades el arroyo Mayor recoge las aguas de los arroyos Valrredondo y Rioyo, desde el norte.
Accesos
El valle es aprovechado también por una pequeña encrucijada de carreteras de tercer nivel: hacia el oeste las que se dirigen a Villalobón y Fuentes de Valdepero, hacia el norte a Amusco, al sur hacia la autovía N-620, y al este hacia Villamediana (estrecha y en muy mal estado, a comienzos de la segunda década del siglo XXI, a pesar de la cercanía entre ambos núcleos). Una carretera bordea el pueblo por el oeste a modo de pequeña circunvalación por la ladera opuesta del valle.

## Historia
En el último tercio del siglo IX, los ejércitos cristianos de Alfonso III El Magno reconquistaron esta zona.
Por esta época altomedieval, serían repoblados la villa de Valdeolmillos y el lugar de Quintanilla de Valdeolmillos, hoy despoblado de este término municipal.
A finales del siglo XI y principios del XII, fue construida la iglesia parroquial de San Juan Bautista de esta villa de Valdeolmillos, de la Diócesis palentina, conforme al estilo románico, imperante en la época.
Es de suponer que también en esa época, sería levantado el templo parroquial de San Millán del lugar medieval de Quintanilla de Valdeolmillos, hoy desaparecido, que también perteneció al obispado de Palencia.
En 1345, los lugares de Valdeolmiellos (hoy villa de Valdeolmillos) y Quintaniella de Valde Olmiellos (hoy despoblado) pertenecían en lo eclesiástico al arciprestazgo de Astudillo, Arcedianato de Cerrato y Diócesis de Palencia.
Valdeolmillos poseía el templo parroquial de San Juan y Quintanilla de Valdeolmillos, el de San Millán.
En 1352 Valde olmiellos y Quintaniella de Valde olmiellos en lo civil, eran lugares de behetría de la Merindad de Cerrato.
En la documentación del siglo XIV existía el lugar denominado como Quintaniella de Valde Olmillos, lugar que se despoblaría en el siglo XVI, ubicado entre Villamediana y Valdeolmillos y que disponía de una iglesia que estaba dedicada a San Millán. En esa misma época también se citaba a Valdeolmillos con la iglesia de San Juan que bien pudiera haberse construido en el siglo XI en un estilo románico, del que se guardan restos.
En ese siglo XIV Valdeolmillos era lugar de behetría de Juan Rodríguez de Sandoval, ejerciendo como señores naturales los Lara, Vizcaya y Torquemada.
Ya a mediados del siglo XVIII era villa de señorío perteneciente al Marqués de Revilla, tenía alcalde ordinario y 74 vecinos.
En 1475 el concejo de Valdeolmillos seguía perteneciendo a la Merindad de Cerrato y satisfacía de tributos 5253 maravedíes.
En 1488, el Concejo de Valdeolmillos y otros lugares de la comarca cerrateña pagaban a Doña María de Castañeda cierta cantidad de maravedíes.
En 1545 ya se encontraba despoblado el lugar medieval de Quintanilla de Valdeolmillos.
En 1752 Valdeolmillos o Baldeolmillos era villa de señorío de la provincia de Palencia, con Alcalde Ordinario. Pertenecía al Marqués de Revilla.
Por entonces Valdeolmillos contaba 74 vecinos y poseía 74 casas habitadas y 18 colmenares.
El término de esta villa comprendía 7600 cuartas de terreno de sembradura y 850 cuartas de viñedo.
Además Valdeolmillos tenía derecho de comunidad con Villamediana y Villalobón en el término que llamaban Montearagón, también tenía comunidad, con Villamediano en el término de Fontincho.
La extensión del término municipal era en dicha época la siguiente: de este a oeste 5070 varas, de norte a sur 4795 varas. Longitud de perímetro 21840 varas. (La vara castellana medía 83,59 cm, y estaba dividida en dos codos o en cuatro palmos.)
En 1785 era villa de señorío secular del Partido de Cerrato en la provincia de Palencia con Alcalde Ordinario nombrado por el Marqués de Revilla.
En 1828 era villa secular del Partido de Cerrato en la Provincia y Obispado de Palencia con Alcalde Ordinario, su población era de 141 vecinos (493 habitantes), poseía una parroquia, una ermita y un pósito.
La agricultura producía anualmente mil cargas de trigo y otras tantas de cebada.
La ganadería se componía de 400 cabezas lanares.
En 1849 contaba con 97 vecinos (505 habitantes) y poseía 100 casas.
Había una Escuela de primeras letras a la que acudían 26 niños.
Al norte de la villa había un pequeño carrascal.
En 1930 se componía del paraje de Las Bodegas y otros edificios diseminados, con una población de 420 habitantes y 207 edificios.
La ermita de la Virgen del Olmo, adosada al edificio del ayuntamiento, se construyó en el siglo XVI con fuente al lado de esa época.
El municipio tradicionalmente agrícola, con cultivos predominantes de cereal de secano, con la salvedad de la existencia durante un tiempo de las minas de yeso.
Conserva Valdeolmillos aún galerías excavadas en las laderas del término que se utilizaban como cuevas para la explotación de champiñón. Cerca del Pico de Solapeña se ha adaptado una de estas yeseras en otro tiempo como vivienda rupestre y a la vez de museo etnográfico.
Así se describe a Valdeolmillos en la página 282 del tomo XV del Diccionario geográfico-estadístico-histórico de España y sus posesiones de Ultramar, obra impulsada por Pascual Madoz a mediados del siglo XIX:

VALDEOLMILLOS

Villa con ayuntamiento en la provincia y diócesis de Palencia (1 1/2 legua), partido judicial de Astudillo (3), audiencia territorial y capitanía general de Valladolid (9).
Situada en un valle sombrío por su posición, con clima templado, poco ventilado y sano.
Consta de 100 casas de un solo piso y de mala construcción, distribuidas en calles desiguales; la consistorial, contigua a la ermita de la Virgen del Olmo, vale poco; la escuela de primeras letras está concurrida por 26 niños, y dotada con 99 reales de los fondos de propios y la retribución de los discípulos, a más 6 cargas de trigo de una obra pía. 
Para surtido de los vecinos hay una fuente dentro de la villa, y varias fuera.
Al N de la población está la iglesia parroquial, edificio sólido, aunque de poco gusto, servida por un cura de primer ascenso y un beneficiado, aquel de provisión ordinaria.
El término confina por N Villagimena; E y S Villamediana, y O Fuentes de Valdepero.
Su terreno es poco llano, a excepción de la parte S, que es menos quebrada, y produce bien; le cruzan 2 pequeños arroyos que se unen al Pisuerga; en el lado N hay un pequeño carrascal.
Los caminos son locales, de herradura y en mal estado. La correspondencia se recibe de Palencia tres veces a la semana.
Producciones: trigo, cebada, avena, pocas legumbres y algún vino; se cría ganado lanar, mular y vacuno, pero en corta cantidad, y caza de liebres, perdices y otras aves. Industria: la agrícola. Comercio: la venta del sobrante de sus productos.
Población: 97 vecinos, 505 almas.

Capital productivo: 328.000 reales. Imponible: 13.720. El presupuesto municipal asciende a 3.600 reales, y se cubre con el producto de propios y otros arbitrios.

## Geografía humana

### Demografía
Cuenta con una población de 60 habitantes (INE 2024).
| Gráfica de evolución demográfica de Valdeolmillos entre 1842 y 2021                                                   |
| |
| Población de derecho según los censos de población del INE. Población de hecho según los censos de población del INE. |

A mediados del siglo XIX, Valdeolmillos contaba con 505 habitantes, al iniciarse el siglo XX con 431, en 1930 con 415, en 1960 con 301, en 1991 con 88 y en 2006 con 74.
| 1900 | 1910 | 1920 | 1930 | 1940 | 1950 | 1960 | 1970 | 1981 | 1991 | 2001 | 2011 | 2020 |
| 431  | 418  | 367  | 415  | 404  | 381  | 301  | 196  | 124  | 83   |      | 69   | 56   |

## Patrimonio

### Iglesia de San Juan Bautista
La Iglesia de San Juan Bautista fue declarada monumento histórico-artístico con carácter nacional por Real decreto aprobado en el Consejo de Ministros del día 2 de abril de 1982, a propuesta de la ministra de Cultura. Dicho reconocimiento se convirtió en el de Bien de Interés Cultural, lo que fortalece la protección a que está sometida esta pequeña muestra del románico.
El templo se destaca sobre la localidad de la que es parroquia dominándola desde las alturas de una elevación, con lo que su espadaña en piedra de dos alturas es visible desde varios kilómetros a la redonda en la zona de los páramos, donde se forma la frontera imaginaria entre las comarcas de Tierra de Campos sur y el Cerrato norte.
El templo dedicado al Bautista se levantaba en el centro de la localidad cerrateña, sobre una pequeña elevación enmarcada por enormes muros de piedra. Es de estilo románico del siglo XII, con pequeñas reformas y aditamentos posteriores, de una sola nave con columnas adosadas y un ábside semicircular, de tambor, y presbiterio. Destacan de la iglesia de San Juan su portada de cuatro arquivoltas, sus canecillos, algunos historiados, y los capiteles del arco triunfal.
En el interior, la nave se cubre con una bóveda de medio cañón apuntado, estando presidida por un arco triunfal de medio punto. Coro alto decorado con bolas en la balaustrada de finales del siglo XV. En la nave del Evangelio, dos retablos barrocos, uno, el mayor, del primer tercio del siglo XVIII y el otro del segundo tercio con una escultura de crucifijo de mediados del siglo XVI. El retablo mayor con esculturas de San José, Cristo resucitado y San Gregorio Magno. En la sacristía, cajonería del siglo XVIII con relieves de San Juan Bautista y muy buena cruz parroquial de plata de los primeros años del siglo XVI.
Es una construcción levantada en aparejo de sillería caliza. En planta se presenta como un complejo edificio fruto de continuos añadidos y reformas, efectuados en distintas épocas.
De este modo, a la fábrica románica formada por nave única y ábside semicircular precedido de presbiterio se le adosó un pórtico en el lado meridional articulado como otra nave rematada en ábside semicircular orientado hacia el poniente. Dos capillas de planta cuadrada se añadieron en el primer tramo así como una sacristía adosada en el lado sur del presbiterio. En el exterior, el ábside se articula verticalmente en tres paños mediante dos contrafuertes escalonados que sustituyeron a sendas columnas adosadas de las que se han conservado dos capiteles; uno decorado con crochets y el otro con dos arcos de medio punto tallados y perforados. Estos contrafuertes se construyeron al tiempo que los otros dos, situados en el paso del ábside al presbiterio ante la amenaza de ruina motivada por el fuerte empuje de las bóvedas. También el muro de la nave se anima por contrafuertes prismáticos.
Las cornisas de la cabecera y el muro sur descansan sobre canecillos lisos y otros decorados con crochets, billetes, un acróbata y representaciones animalísticas.
El único acceso del templo está abierto al mediodía. Consta de arco de medio punto y cuatro arquivoltas; dos lisas y otras dos decoradas con billetes y entrelazo con botones. Apoyan sobre jambas esquinadas y una pareja de columnillas con sus correspondientes capiteles. Uno de
ellos, el del lado izquierdo, está tallado con cinco hojas de acanto y dos pequeñas cabezas en la parte superior de la cesta.
En el interior, la separación entre el ábside y la nave se hace mediante un potente y deformado arco triunfal de medio punto que apoya en semi columnas adosadas al muro. La cuenca absidal se cubre con bóveda de horno –oculta tras el retablo mayor– mientras que el presbiterio lo hace con bóveda de cañón. La nave se articula en tres tramos marcados por arcos fajones que arrancan de pilastras rectangulares.
El verdadero interés escultórico del templo se centra en los capiteles del triunfal y en las ventanas del presbiterio, aún con restos de policromía que, aunque se trate de repintes modernos, no hacen más que recordar una costumbre ancestral. El capitel izquierdo está decorado con dos centauros barbados y de larga melena que tensan sus arcos apuntando a otro personaje alzado entre ambos. Para García Guinea la aparición de centauros correspondería a la
representación del signo de Sagitario. Sin embargo, no parece ser éste el caso, puesto que los centauros forman escena con la figura central, quizás representando a las fuerzas del mal acechando a la virtud, o la plasmación de la figura del personaje mediador en un combate, como si de una lucha de caballeros se tratara. El capitel de la columna derecha está tallado con dos arpías de alas desplegadas que flanquean a una sirena con cola de pez y cabellos recogidos en dos trenzas. Ambos cimacios están decorados con tetrapétalas inscritas en roleos vegetales.
Con motivo de las obras de limpieza del templo en 1988, se descubrieron en el presbiterio sendos ventanales que no tenían reflejo en el exterior. Otro más aparece en el centro del ábside aunque todavía permanece inédito, oculto por el retablo. Ambos ventanales son de medio punto abocinados, con arquivolta de bocel que apea en pequeñas columnas provistas de capiteles decorados motivos vegetales y animalísticos. En la ventana meridional el capitel izquierdo está decorado con pequeñas flores de lis de largos tallos que se enroscan entre sí como en una tosca labor de ataurique. El cimacio está decorado con cuatripétalas entre roleos. El capitel derecho, bastante deteriorado, tiene largas hojas de acanto planas cuyas puntas se vuelven por el peso de unas bolas que quedan cubiertas. El cimacio se decora con palmetas entre roleos vegetales. El ventanal del lado septentrional tiene al lado derecho un capitel decorado
con dos leones afrontados y el cimacio de cuatripétalas entre roleos. El capitel izquierdo presenta una decoración similar a la cesta derecha de la ventana meridional. Otro ventanal de semejantes características a los señalados del presbiterio aparece en el hastial occidental.
En el plano estilístico, estos capiteles del interior evidencian el trabajo de un taller popular, conocedor eso sí de los logros conseguidos por los escultores de San Martín de Frómista y San Isidro de Dueñas, si bien su cronología puede centrarse en torno al segundo cuarto del siglo XII. Concluyendo, podemos señalar las diferentes fases constructivas.
De la primera mitad del siglo XII parece el grueso de iglesia románica. En el siglo XV se construyó la nave del lado meridional, el sotocoro y los contrafuertes de la cabecera. Ya en el siglo XVIII se levantó la espadaña sobre el hastial románico, se cerró el cuerpo sur con el ábside occidental, se creó un espacio en el extremo más occidental de la nave así como la sacristía y las capillas laterales al primer tramo. Señalar por último que Rafael Navarro, daba noticia de que en el interior del templo se custodiaba una cruz “bizantina” de cobre esmaltado que fecha en el siglo XI (aunque presumiblemente fuese bajomedieval).
Cuenta la leyenda, que la verja situada detrás de la iglesia se usaba para cerrar a quienes habían cometido algún delito para someterles a la vergüenza de ser vistos por todo el pueblo.

### Ermita de la Virgen del Olmo
La ermita data del siglo XVIII donde se venera la imagen de la Virgen del Olmo, cuya fiesta se celebra el 8 de septiembre. Se le atribuyen varios milagros, tales como la curación de un enfermo grave, la rápida desaparición de los insectos que atacaron los viñedos y el remedio de la persistente sequía para sus campos.
En un cuadro pintado, que existe en la ermita, se puede ver a un enfermo en la cama y un sacerdote administrándole la Santa Unción. En otra lámina se ve a un sacerdote celebrando la misa ante la imagen de ésta virgen. En la parte inferior hay una inscripción que dice: «Estando Juan Gutiérrez hijo de Alejandro y Ana Iglesias, residentes de Quintanilla de Abajo, en dicho pueblo hubo una corrida de novillos el 8 de septiembre de 1861. Dicho Juan se cayó de su tablado de 12 pies de alto quedando mortalmente herido, a instancias de los médicos le fue administrado la Santa Unción; más viendo sus padres que no mejoraba, mandaron decir una misa ante la Virgen del Olmo, al sexto día de su padecimiento, recobró la salud completa sin que le haya quedado lesión ninguna», ofreciendo sus padres a la virgen ese cuadro.
El 8 de septiembre de 2023 coincidiendo con la celebración de la festividad de la Virgen estrenaba manto y vestido diseñado por Raúl Pérez Ortega, hijo y nieto del pueblo y reputado diseñador de moda.

## Cultura

### Fiestas
El 9 de mayo, San Gregorio, se celebra la tradicional romería al monte Amolazo.
En San Juan, el 24 de junio, se inicia la fiesta el 23 con la hoguera, la chocolatada, y el baile.
El 24 el Ayuntamiento invita al pueblo a un refresco.
En la tarde los niños y mayores participan en juegos y concursos, cerrándose la jornada con una verbena
El día de San Juan unos músicos, a los que la gente les daba la propina, los que iban recorriendo el pueblo dando la serenata. 
El día de San Juan los vecinos se ponían pañuelos en la cabeza, iban a buscar al alcalde y salían en procesión danzando al santo y tocando las castañuelas. Por la tarde continuaba el baile en las eras y por la noche en el salón de Petronilo, que tenía un pianillo (hasta que llegó la época del tocadiscos), y allí estaban hasta que amanecía. (fuente: Diario palentino)
La quema del pipote, fiesta que tenía lugar el 7 de septiembre, la víspera de la Virgen del Olmo.
Al finalizar el rosario se colocaba una cuba de vino encima de un madero y se le prendía fuego. A veces, en vez de una cuba de vino era un barril de antaño de los que contenían chicharros en escabeche, que tras la venta de su contenido se guardaba para atarlo a un poste y que sirviera de pipote. 
Ya en el siglo XXI no se quemaba el pipote, sino que se hacía una hoguera como símbolo de la costumbre.
Las bodas antiguamente eran muy distintas a como las conocemos ahora.
En Valdeolmillos contrataban a un hombre que tocaba el acordeón a modo de pasacalles. lo tocaba el barbero del pueblo, Simón Pérez